# Legde/Quitzöbel
Legde/Quitzöbel är en kommun och ort i Landkreis Prignitz i förbundslandet Brandenburg i Tyskland.
Kommunen bildades 31 mars 2002 genom en sammanslagning av de tidigare kommunerna Legde och Quitzöbe. 
Kommunen ingår i kommunalförbundet Amt Bad Wilsnack/Weisen tillsammans med kommunerna Bad Wilsnack, Breese, Rühstädt och Weisen.